# ゲルト・ベッシク
ゲルト・ベッシク（Gerd Wessig、1959年7月16日 - ）は、東ドイツの元陸上競技男子走高跳の選手である。

## 主な成績
- 1980年モスクワオリンピック優勝（2m36・世界新記録）

## プロフィール
- 1980年代初期に活躍した走高跳の選手で、モスクワオリンピックに出場するまでは、目立った成績もなく、無名に近い存在だったが、本番のオリンピックでは、いきなり2m36の世界新記録で優勝した。